# Morpho hypanophthalma
Morpho hypanophthalma är en fjärilsart som beskrevs av Friedrich Wilhelm Niepelt 1934. Morpho hypanophthalma ingår i släktet Morpho och familjen praktfjärilar. Inga underarter finns listade i Catalogue of Life.